# 第54回カンヌ国際映画祭
第54回カンヌ国際映画祭（だい54かいカンヌこくさいえいがさい）は、2001年5月9日から5月20日にかけて開催された。

## 概要
日本からは今村昌平、青山真治、是枝裕和監督作品の3つがコンペティション部門に出品されたが、何れも無冠に終わった。
短編映画部門のグランプリを受賞したデイヴィッド・グリーンスパンの"Bean Cake"（おはぎ）は日本を舞台にしており、神田沙也加が出演し、さかはらあつしがアソシエートプロデューサーとして参加していた。日本でも2001年のアメリカン・ショート・ショート・フィルムフェスティバル東京にて上映された。

## 受賞結果
- パルム・ドール：『息子の部屋』（ナンニ・モレッティ）
- グランプリ：『ピアニスト』（ミヒャエル・ハネケ）
- 監督賞：コーエン兄弟（『バーバー』）、デヴィッド・リンチ（『マルホランド・ドライブ』）
- 男優賞：ブノワ・マジメル（『ピアニスト』）
- 女優賞：イザベル・ユペール（『ピアニスト』）
- 脚本賞：ダニス・タノヴィッチ（『ノー・マンズ・ランド』）
- カメラ・ドール：ザカリアス・クヌク（『氷海の伝説』）
- ある視点賞：『Amour d'enfance』（イヴ・コーモン）

## 審査員

### コンペティション部門
- 審査委員長
  - リヴ・ウルマン（ノルウェー/女優）
- 審査員
  - シャルロット・ゲンスブール（フランス/女優）
  - エドワード・ヤン（台湾/監督）
  - ジュリア・オーモンド（イギリス/女優）
  - マチュー・カソヴィッツ（フランス/監督・俳優）
  - ミッモ・カロプレスティ（イタリア/監督）
  - Moufida Tlati（チュニジア/監督）
  - フィリップ・ラブロ（フランス/監督）
  - サンドリーヌ・キベルラン（フランス/女優）
  - テリー・ギリアム（アメリカ/監督）

### ある視点部門
- 審査委員長
  - アリアンヌ・アスカリッド（フランス/女優）

### カメラ・ドール部門
- 審査委員長
  - マリア・デ・メディロス（ポルトガル/女優）

### 短編映画部門
- 審査委員長
  - エリック・ゾンカ（フランス/監督）

## 上映作品

### コンペティション部門
| 題名 原題                                   | 監督                                            | 製作国                                                                  |
| ------------------------------------------- | ----------------------------------------------- | ----------------------------------------------------------------------- |
| 赤い橋の下のぬるい水                        | 今村昌平                                        | 日本                                                                    |
| DISTANCE/ディスタンス                       | 是枝裕和                                        | 日本                                                                    |
| ジョヴァンニ Il mestiere delle armi         | エルマンノ・オルミ                              | イタリア フランス · ドイツ ブルガリア                                   |
| 家路 Je rentre à la maison                  | マノエル・ド・オリヴェイラ                      | ポルトガル フランス                                                     |
| 将校たちの部屋 La Chambre des officiers     | フランソワ・デュペイロン                        | フランス                                                                |
| ピアニスト La pianiste                      | ミヒャエル・ハネケ                              | フランス オーストリア · ドイツ ポーランド                               |
| 彼女たちの時間 La répétition                | カトリーヌ・コルシニ                            | フランス カナダ                                                         |
| 息子の部屋 La stanza del figlio             | ナンニ・モレッティ                              | イタリア フランス                                                       |
| ムーラン・ルージュ Moulin Rouge!            | バズ・ラーマン                                  | オーストラリア アメリカ合衆国                                           |
| マルホランド・ドライブ Mulholland Dr.       | デヴィッド・リンチ                              | アメリカ合衆国                                                          |
| ふたつの時、ふたりの時間 那邊幾點           | ツァイ・ミンリャン                              | 台湾                                                                    |
| ノー・マンズ・ランド No Man's land          | ダニス・タノヴィッチ                            | ボスニア・ヘルツェゴビナ フランス ベルギー イギリス イタリア スロベニア |
| アレックスはなぜ死んだか Pau i el seu germà | マルク・レチャ                                  | スペイン フランス                                                       |
| ミレニアム・マンボ 千禧曼波                 | ホウ・シャオシェン                              | 台湾                                                                    |
| ロベルト・スッコ Roberto Succo              | セドリック・カーン                              | フランス スイス                                                         |
| カンダハール Safar e Ghandehar              | モフセン・マフマルバフ                          | イラン フランス                                                         |
| シュレック Shrek                            | アンドリュー・アダムソン ヴィッキー・ジェンソン | アメリカ合衆国                                                          |
| 牡牛座 レーニンの肖像 Телец                 | アレクサンドル・ソクーロフ                      | ロシア                                                                  |
| バーバー The Man Who Wasn't There           | コーエン兄弟                                    | アメリカ合衆国                                                          |
| プレッジ The Pledge                         | ショーン・ペン                                  | アメリカ合衆国                                                          |
| 月の砂漠                                    | 青山真治                                        | 日本                                                                    |
| 恋ごころ Va savoir                          | ジャック・リヴェット                            | フランス イタリア ドイツ                                                |
| 愛の世紀 Éloge de l'amour                   | ジャン＝リュック・ゴダール                      | フランス スイス                                                         |

### ある視点部門
| 題名 原題                                            | 監督                                            | 製作国                  |
| ---------------------------------------------------- | ----------------------------------------------- | ----------------------- |
| Amour d'enfance                                      | イヴ・コーモン                                  | フランス                |
| 歩く、人                                             | 小林政広                                        | 日本                    |
| 氷海の伝説 Atanarjuat: The Fast Runner               | ザカリアス・クヌク                              | カナダ                  |
| イカレた一夜 Carrement al'ouest                      | ジャック・ドワイヨン                            | フランス                |
| なぜ彼女は愛しすぎたのか Clément                     | エマニュエル・ベルコ                            | フランス                |
| 明日、陽はふたたび Domani                            | フランチェスカ・アルキブージ                    | イタリア                |
| 怪盗ブラックタイガー Fah talai jone                  | ウィシット・サーサナティヤン                    | タイ                    |
| Ganhar A Vida                                        | ジョアン・カニージョ                            | ポルトガル              |
| H story                                              | 諏訪敦彦                                        | 日本                    |
| Hatuna Meuheret (Late Marrige)                       | Dover Kosashvili                                | イスラエル フランス     |
| Hijack Stories                                       | オリヴァー・シュミッツ                          | 南アフリカ共和国        |
| Jol (The Road)                                       | ダルジャン・オミルバエフ                        | カザフスタン フランス   |
| 回路                                                 | 黒沢清                                          | 日本                    |
| La Libertad                                          | リサンドロ・アロンソ                            | アルゼンチン            |
| 藍宇 〜情熱の嵐〜 Lan Yu                             | スタンリー・クワン                              | 香港                    |
| Le Parole di mio padre                               | フランチェスカ・コメンチーニ                    | イタリア フランス       |
| ラブリー・リタ Lovely Rita                           | ジェシカ・ハウスナー                            | オーストリア ドイツ     |
| 旅立ちの汽笛 Maimil                                  | アクタン・アブディカリコフ                      | キルギス フランス 日本  |
| No Such Thing                                        | ハル・ハートリー                                | アメリカ合衆国          |
| Pattiyude Divasam (A Dog's Day)                      | ムラリ・ナイール                                | インド イギリス         |
| クライム・クリスマス 〜ニューヨークの白い粉〜 R Xmas | アベル・フェラーラ                              | アメリカ合衆国 フランス |
| ストーリーテリング Storytelling                      | トッド・ソロンズ                                | アメリカ合衆国          |
| アニバーサリーの夜に The Anniversary Party           | アラン・カミング ジェニファー・ジェイソン・リー | アメリカ合衆国          |
| Ty Da Ia Da My s Tobo (Just Two Of Us)               | アレクサンドル・ヴェレデンスキー                | ロシア                  |

### 特別招待作品
- アヴァロン - 押井守（日本）
- 赤い部屋の恋人 - ウェイン・ワン（アメリカ）
- ABCアフリカ - アッバス・キアロスタミ（イラン）
- ガーゴイル - クレール・ドニ（フランス、日本）
- 地獄の黙示録 特別完全版 - フランシス・フォード・コッポラ（アメリカ）
- CQ - ロマン・コッポラ（アメリカ）
- ソビブル、1943年10月14日午後4時 - クロード・ランズマン（フランス）
- ヒューマン・ネイチュア - ミシェル・ゴンドリー（アメリカ）
- マーティン・スコセッシ 私のイタリア映画旅行 - マーティン・スコセッシ（アメリカ）
- Les ames fortes - ラウル・ルイス（フランス）